# Chartreuse de Schnals
La chartreuse de Schnals ou chartreuse du Mont-de-tous-les-Anges, mons omnium angelorum en latin, Allerengelberg en allemand, était un monastère de l'ordre des Chartreux dans le val Venosta dans le Tyrol du Sud, en Italie. La chartreuse a été dissoute au cours des réformes Joséphistes en 1782. Au cours des décennies suivantes, une quarantaine de familles se sont installées dans les bâtiments. Un nouveau quartier a progressivement émergé, allemand : Karthause, italien : Certosa , le plus important de Senales (en allemand, Schnals).

## Histoire
La chartreuse du Mont-de-tous-les-Anges est fondée en 1325 par Henri de Tyrol et Goritz, duc de Carinthie, roi de Bohême. La dotation comprend, outre le château de Schnals avec toutes ses dépendances et deux fermes situées à Korf qui doit constituer le domaine immédiat de la chartreuse, quinze autres fermes, des privilèges importants de pêche, l'exemption de toute taxe, le droit de justice et beaucoup d'autres concessions. Le prieur du Mont-de-tous-les-Anges devint le principal personnage de la vallée. Il est « chapelain-né » du souverain. 
La maison fait partie successivement des provinces de Haute-Allemagne, Toscane, Haute-Allemagne (1452), enfin d'Allemagne inférieure en 1596. 
Elle ne cesse de jouir de la protection des princes de la Maison d'Autriche. L'archiduc Maximilien Ier laisse aux Chartreux 10,000 ducats et de l'archiduc Léopold reconnu comme un grand bienfaiteur.
Une série de prieurs remarquables la rend prospère. La maison est supprimée par Joseph II en 1782.

## Prieurs
- ~1330 : Nicolas de Thuringe
- 1367 : Henri de Cologne (†1373)
- 1369 : Godefroi d'Anaso (†1387), prieur de Gaming avant Schnals; ensuite premier prieur de Brünn.
- 1421-1424 : Bernard de Bingen (†1440), profès de Cologne, successivement prieur de huit chartreuses, il administrait celle de Strasbourg lorsqu'il représenta l'Ordre au concile de Constance en 1415.
- 1493-1531 : Jérôme (†1531), profès et prieur de Schnals.
- 1595-1597 : Henri Wolff, jésuite avant d'être chartreux à Fribourg, composa quelques ouvrages.
- Laurent Wartenberger, après avoir été chanoine d'Halberstadt, entra à la Chartreuse de Gaming en 1643, et, cinq ans plus tard, devint prieur de Walditz, puis d'Erfurt, de Schnals et de Ratisbonne.
- 1661-1670 : Jean Bilstein (~1626-†1693), profès de Dantzig, prieur de Schnals, de Dantzig (1670-1678), de  Bixheim en 1678[1], visiteur de l'Allemagne inférieure.